# Малый Рогожский переулок
Ма́лый Рого́жский переулок — улица в центре Москвы в Таганском районе между Большой Андроньевской улицей и улицей Рогожский Вал.

## История
Малый Рогожский переулок (как и Большой Рогожский переулок) существует с XIX века, название которого было связано с его расположением в Рогожской ямской слободе. В 1967 году к нему присоединена Пролетарская улица (до 1919 года 4-я Рогожская улица), что было вызвано необходимостью сокращения числа повторяющихся Пролетарских названий.

## Описание

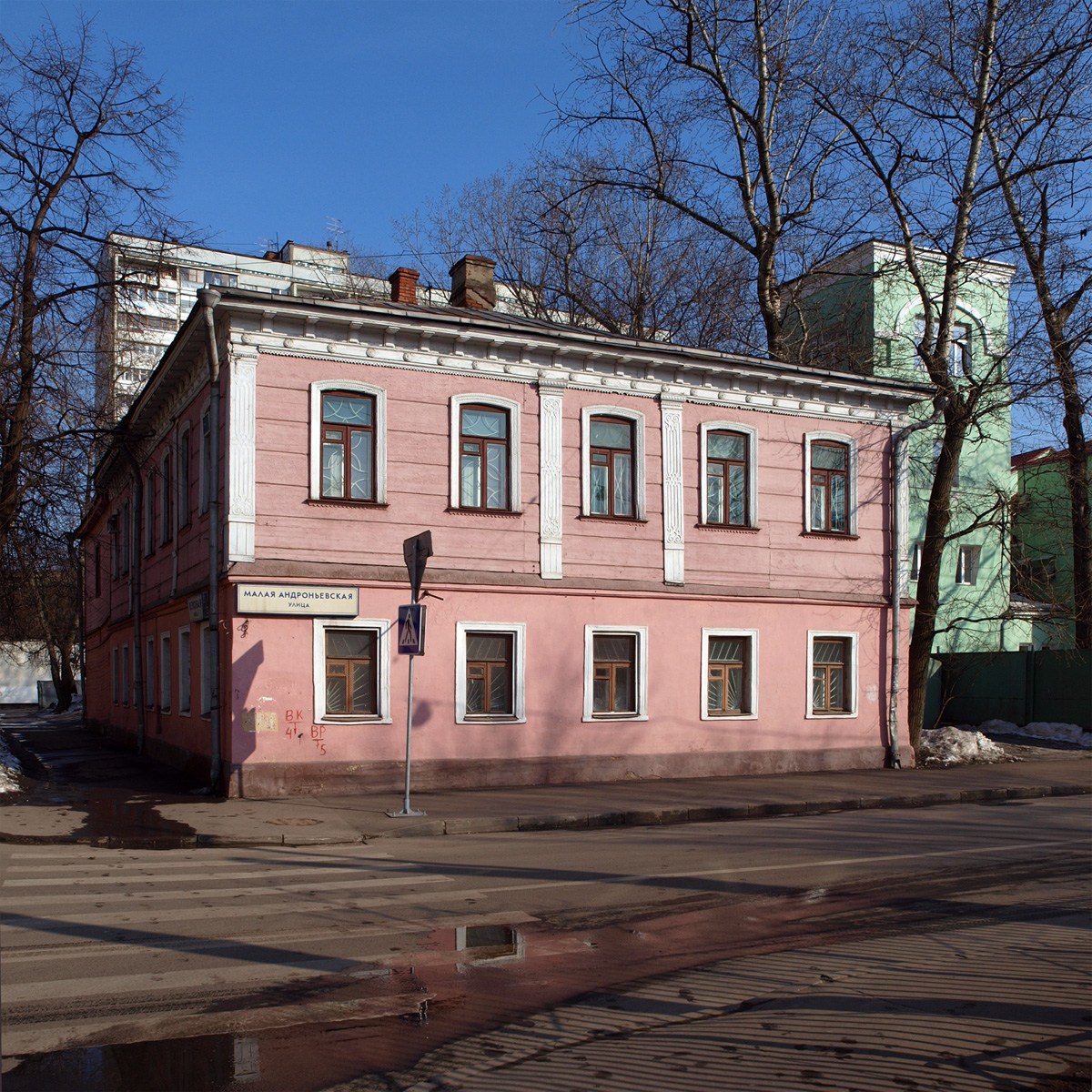
№ 20/13 угол с Малой Андроньевской улицей (справа).

Малый Рогожский переулок начинается от Большой Андроньевской, проходит на запад параллельно Вековой улице, пересекает Малую Андроньевскую и выходит на улицу Рогожский Вал.

## Здания и сооружения
По нечётной стороне:
- № 13 — Доходный дом (около 1910, архитектор Л. А. Херсонский)